# Anna Lewandowska (siatkarka)
Anna Lewandowska (ur. 2 grudnia 1995 w Toruniu) – polska siatkarka, grająca na pozycji środkowej, wychowanka Budowlanych Toruń. Od sezonu 2019/2020 do sezonu 2021/2022 była zawodniczką Grot Budowlanych Łódź. W sezonie 2022/2023 reprezentowała barwy zespołu Polskie Przetwory Pałac Bydgoszcz.
W przeszłości powoływana była do reprezentacji Polski kadetek

## Sukcesy klubowe
I liga:
- 2016, 2019
- 2015

Superpuchar Polski:
- 2020